# Vladimir Martxenko
Vladimir Martxenko (ucraïnès: Володимир Олександрович Марченко)  (Khàrkiv, 7 de juliol de 1922) és un matemàtic soviètic-ucrainès.
Martxenko va començar els estudis de física i matemàtiques a la universitat de Leningrad el 1939, però l'estiu de 1941, mentre era de vacances a la seva vila natal de Khàrkiv, es va produir la invasió alemanya, que el va deixar aïllat amb la seva mare i la seva germana, sobrevivint de la venda de mistos fabricats artesanalment a casa. El 1943, després de se alliberada la ciutat, va continuar els estudis a la universitat de Khàrkiv, en la qual es va graduar el 1945 i doctorar el 1948.
A partir de 1950 va ser professor de la universitat de Khàrkiv i, a més, des de 1961 va dirigir el departament de matemàtiques de l'Institut Verkin de Física i Enginyeria de Baixa Temperatura de l'Acaèmia de Ciències.
Martxenko és autor de més de 130 treballs científics, incloent una dotzena de monografies, en el camp de la física matemàtica. Son notables les seves aportacions a la teoria de l'anàlisi harmònica, la teoria de les
funcions quasi-periòdiques, la teoria espectral i la teoria de la dispersió. En aquest darrer camp va desenvolupar l'equació de Marchenko i, estudiant la distribució asimptòtica de certes matrius aleatòries va descobrir la distribució de Marchenko-Pastur.